# Montmirail (Sarthe)
Montmirail település Franciaországban, Sarthe megyében. Lakosainak száma 369 fő (2022. január 1.). Montmirail Gréez-sur-Roc, Melleray, Champrond, Lamnay és Saint-Jean-des-Échelles községekkel határos.

## Népesség
A település népességének változása:
| Lakosok száma | 411  | 418  | 413  | 389  | 374  | 374  | 374  | 372  | 369  |
|               | 2013 | 2015 | 2016 | 2017 | 2018 | 2019 | 2020 | 2021 | 2022 |